# Ґудзьо (Ґіфу)

35°44′55″ пн. ш. 136°57′52″ сх. д. / 35.74861° пн. ш. 136.96444° сх. д.
Ґудзьо́ (яп. 郡上市, ぐじょうし, МФА: [gud͡ʑoː ɕi̥]) — місто в Японії, в префектурі Ґіфу.

## Короткі відомості
Розташоване в центральній частині префектури, у верхів'ях річки Наґара, в горах Хіда. Виникло на основі призамкового містечка раннього нового часу, столиці автономного уділу Ґудзьо. Засноване 1 березня 2004 року шляхом об'єднання населених пунктів повіту Ґудзьо — містечок Хатіман, Ямато, Сіроторі з селами Такасу, Мінамі, Мейхо, Вара. Основою економіки є сільське господарство, скотарство, виробництво електроенергії, комерція, туризм. В місті розташовані гірськолижні курорти і водоспад Аміда. Станом на 1 квітня 2009 площа міста становила 1030,79 км². 

## Демографія
Згідно з даними японського перепису населення, населення Ґудзьо неухильно скорочувалося протягом останніх 50 років. Станом на 1 липня 2011 населення міста становило 44 004 осіб.